# Oddział Partyzancki Armii Krajowej „Wilk”
Oddział Partyzancki Armii Krajowej „Wilk” – oddział partyzancki (OP) Armii Krajowej utworzony w lipcu 1943 roku w wyniku połączenia oddziałów por. Władysława Szczypki i por. Jana Stachury z oddziałem Konfederatów Tatrzańskich dowodzonych przez Józefa Kurasia ps. „Ogień”. Początkowo oddział był zwany oddziałem „Lecha”, a kryptonim „Wilk” otrzymał 3 listopada 1943 roku. Po utworzeniu 1 Pułku Strzelców Podhalańskich AK we wrześniu 1944 roku, oddział „Wilk” wszedł w skład 1 batalionu tego pułku.

## Historia oddziału
16 lipca 1943 roku doszło do spotkania na Turbaczu por. Władysława Szczypki ps. „Lech” i por. Jana Stachury ps. „Adam” z kpr. Józefem Kurasiem ps. „Ogień” celem utworzenia oddziału partyzanckiego AK w Obwodzie Nowy Targ. W wyniku uzgodnień „Ogień” i piętnastoosobowa grupa ocalałych Konfederatów Tatrzańskich podporządkowała się Armii Krajowej. Dowódcą oddziału został „Lech”, zastępcą „Adam”, a mianowany do stopnia plut. podch. „Ogień”, szefem oddziału. Wraz z grupą „Lecha” (działającą na terenie Mszany) nowy oddział liczył w sierpniu 1943 roku ok. 30 ludzi i podzielony został na dwa plutony. Oddział został zaprzysiężony 8 sierpnia 1943 roku po nabożeństwie odprawionym przez kapelana ks. Józefa Kochana ps. „Krzysztof”. Bazą oddziału były szałasy na polanie Stawieniec pod Kudłoniem.
W wyniku tragicznego wypadku przy przestrzeliwaniu broni zginął 28 września por. Szczypka. Nowym dowódcą oddziału został dotychczasowy jego zastępca por. Jan Stachura ps. „Adam”. Został on jednak odwołany z tego stanowiska 15 listopada 1943 roku i jego miejsce zajął por. Krystian Więckowski ps. „Zawisza”, ówczesny komendant Obwodu AK Nowy Targ. Spowodowało to konflikt i por. Stachura wraz z częścią żołnierzy opuścił oddział „Wilka”.
W grudniu 1943 roku doszło do tragicznych w skutkach wydarzeń w obozie oddziału pod Czerwonym Groniem. Dowódca zezwolił, aby część oddziału spędziła święta Bożego Narodzenia w schronisku na Lubaniu prowadzonym przez Helenę i Ernesta Durkalców. Sam „Zawisza” udał się w odwiedziny do swojej żony pod Tymbark, przekazując dowództwo oddziału J. Kurasiowi. W drugi dzień świąt Bożego Narodzenia, wbrew rozkazom opuszczania obozu, Kuraś z II plutonem udał się do Ochotnicy Górnej, gdzie doszło do scysji z mieszkańcami wsi. W wyniku donosu na posterunek policji niemieckiej o obecności partyzantów w Ochotnicy, Niemcy, idąc po śladach partyzantów zaatakowali obóz pod Czerwonym Groniem. W walce 28 grudnia 1943 roku zginęło dwóch partyzantów: Franciszek Sral i Władysław Bem. Niemcy zniszczyli obóz oddziału. Rezultatem wydarzeń pod Czerwonym Groniem i konfliktu pomiędzy „Zawiszą” i „Ogniem” był ponowny rozpad oddziału. Po odejściu „Ognia” ze swoją grupą, w oddziale „Wilka” pozostało w styczniu 1944 roku zaledwie 17 ludzi.
19 lutego 1944 roku oddział „Wilka”, wzmocniony posiłkami AK z Kamienicy i Zabrzeży, opanował posterunek policji niemieckiej w Ochotnicy Dolnej, zdobywając znaczną ilość broni i wojskowego wyposażenia. Po udanej akcji oddział „Zawiszy” miał na celu dotarcie do przygotowanej ziemianki na polanie pod Koszarkami. Obciążeni łupem partyzanci nie byli w stanie dotrzeć do celu i po całodobowym marszu zatrzymali się na nocleg na Przysłopie. „Zawisza” nie wystawił warty i partyzanci zostali zaskoczeni przez niemiecką obławę rano, 21 lutego. W walce poległo pięciu partyzantów, a siedmiu zostało rannych. Po stronie niemieckiej zginęło trzech żołnierzy w tym SS-Oberscharführer Franz Maywald, oprawca z Palace.
W ramach przygotowań do Akcji Burza utworzony został w Inspektoracie Nowy Sącz 1 Pułk Strzelców Podhalańskich. Po zaprzysiężeniu pułku 24 września 1944 roku, oddział „Wilka” wszedł w skład 1 batalionu dowodzonego przez por. por. Lipczewskiego ps. „Andrzej”.

## Skład oddziału

### Dowództwo
- dowódca – por. Władysław Szczypka ps. „Lech”, do 28 września 1943
- dowódca – ppor. Jan Stachura ps. „Adam”, 28 września – 15 listopada 1943
- dowódca – por. Krystian Więckowski ps. „Zawisza”, od 15 listopada 1943
- zastępca dowódcy ppor. Feliks Perekładowski ps. „Przyjaciel” (cichociemny, dołączył do oddziału wiosną 1944 roku)[2]
- szef oddziału – plut. pchor. Józef Kuraś ps. „Orzeł”, „Ogień”
- lekarz – Tadeusz Ptak ps. „Olszyna”.

### Oficerowie i podchorążowie
- por. Hubert Brooks ps. „Hubert”, oficer Royal Canadian Air Force
- pchor. Adolf Bałon ps. „Ryś”
- pchor. Tadeusz Boczoń ps. „Lot”
- pchor. Bolesław Durkalec ps. „Sławek”
- pchor. Władysław Kępa ps. „Ferdek”
- pchor. Tadeusz Kiedroń ps. „Piorun”
- pchor. Zygmut Mańkowski ps. „Iglica”
- pchor. Tadeusz Mańkowski ps. „Szczerbina”
- pchor. Józef Węglarz ps. „Mały”.

### Podoficerowie
- sierż. John Duncan ps. „John”, podoficer szkockiej 51 brytyjskiej dywizji Gordon Highlanders
- sierż. Stefan Feryński ps. „Sęp”
- sierż. Józef Sral ps. „Smak”
- plut. Kazimierz Pukała ps. „Wilczek”
- kpr. Jan Bryja ps. „Grzmot”
- kpr. Józef Kołodziejczyk ps. „Dzięcioł”
- kpr. Michał Rogalski ps. „Mira”.

## Ważniejsze walki

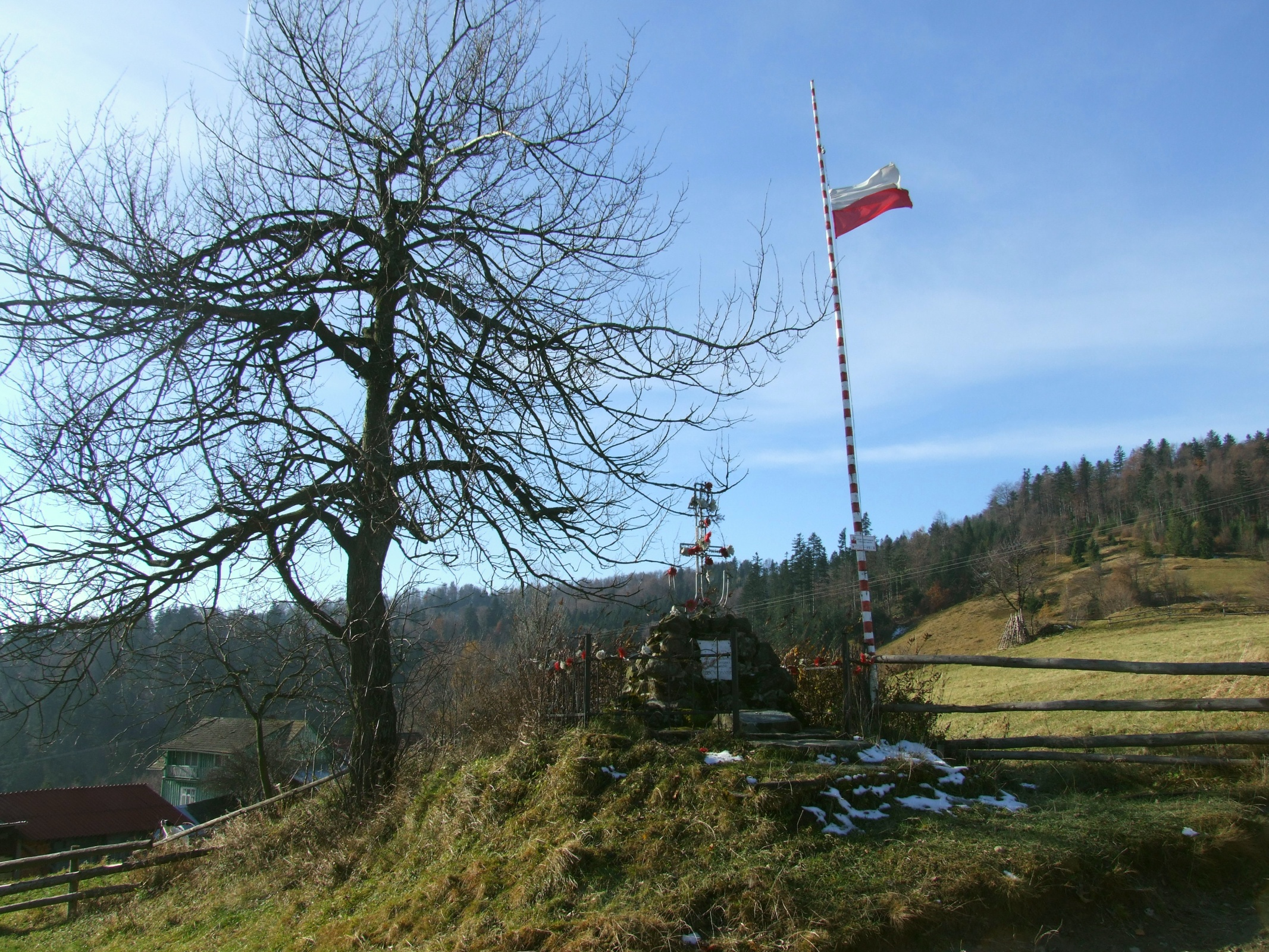
Pomnik w miejscu walk oddziału „Wilka” na Przysłopie

| Data potyczki       | Miejsce         | Opis                                  |  |
| ------------------- | --------------- | ------------------------------------- |  |
| 8 października 1943 | Wierchomla      | Atak na strażnicę Grenzschutzu        |  |
| 5-10 listopada 1943 | Rytro           | Atak na posterunek Forstschutzu       |  |
| 28 grudnia 1943     | Czerwony Groń   | Obława niemiecka na obóz oddziału     |  |
| 19 lutego 1944      | Ochotnica Dolna | Atak na posterunek policji granatowej |  |
| 21 lutego 1944      | Przysłop        | Obława niemiecka                      |  |

## Polegli żołnierze oddziału „Wilk”
Lista poległych żołnierzy oddziału:

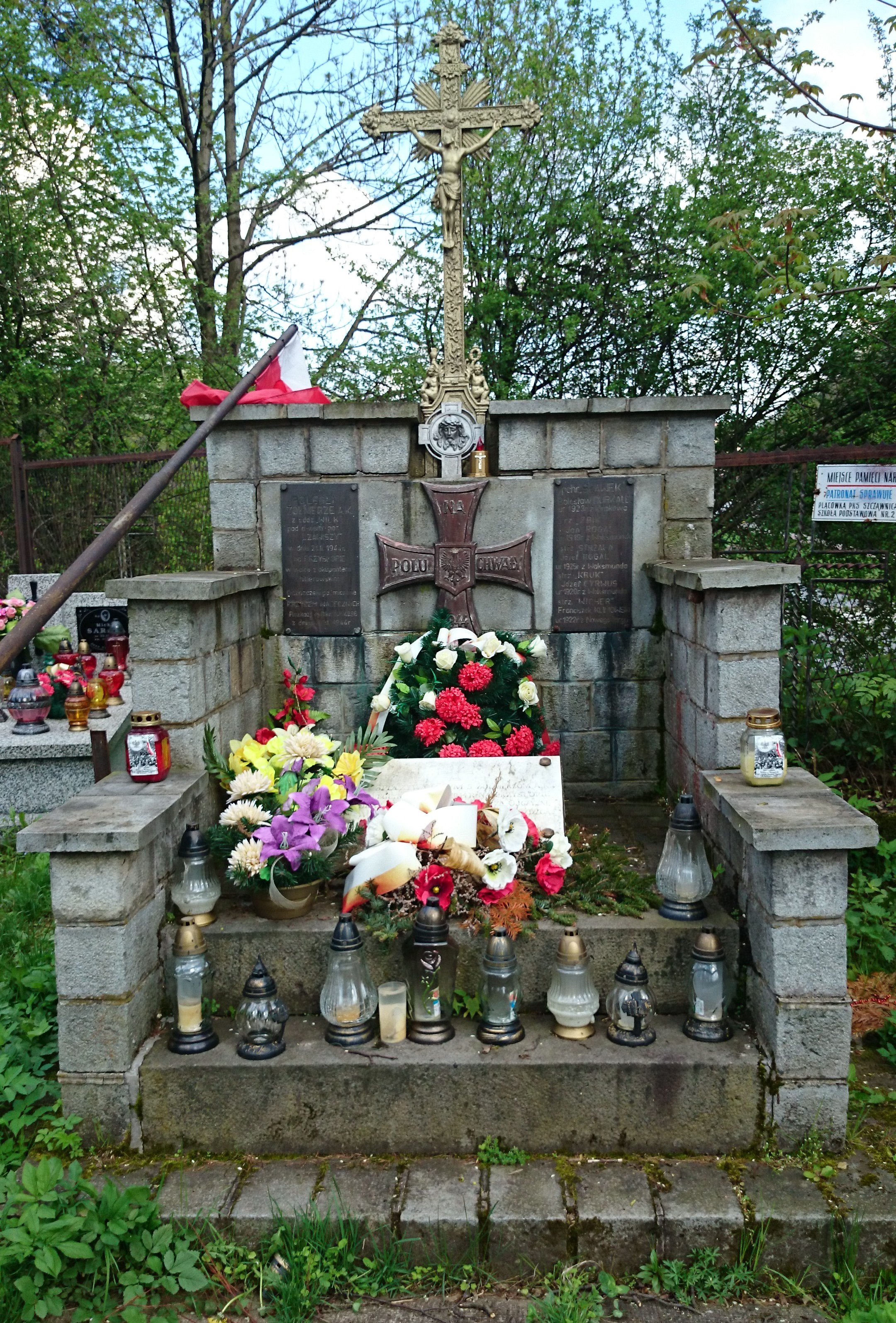
Pomnik-grobowiec żołnierzy „Wilka” poległych na Przysłopie

- por. Władysław Szczypka ps. „Lech”, zginął 28 września 1943 przy przestrzeliwaniu broni
- strz. Władysław Bem ps. „Szpak”, zginął 28 grudnia 1943 roku pod Czerwonym Groniem
- strz. Franciszek Sral ps. „Wiatr”, zginął 28 grudnia 1943 roku pod Czerwonym Groniem
- pchor. Bolesław Durkalec ps. „Sławek”, zginął 21 lutego 1944 roku na Przysłopie
- strz. Jan Rogal ps. „Żbik”, zginął 21 lutego 1944 roku na Przysłopie
- strz. Józef Rogal ps. „Strzała”, zginął 21 lutego 1944 roku na Przysłopie
- strz. Józef Cyrwus ps. „Kruk”, zginął 21 lutego 1944 roku na Przysłopie
- strz. Franciszek Klimowski ps. „Wicher”, zginął 21 lutego 1944 roku na Przysłopie.